# Розанов, Василий Петрович
Василий Петрович Розанов (1912-1940) — младший лейтенант Рабоче-крестьянской Красной Армии, участник советско-финской войны, Герой Советского Союза (1940).

## Биография
Василий Розанов родился в 1912 году в деревне Брод (д. Брод включена в состав села Хабоцкое; ныне — в составе Лихачёвского сельского поселения, Краснохолмский район Тверской области). После окончания начальной школы проживал и работал в Ленинграде. В 1939 году Розанов был призван на службу в Рабоче-крестьянскую Красную Армию. Участвовал в боях советско-финской войны, будучи командиром танкового взвода 398-го танкового батальона 50-й стрелковой дивизии 13-й армии Северо-Западного фронта.
8 февраля 1940 года в критический момент боя за высоту 48.5 Розанов заменил собой выбывшего из строя командира роты и сумел, выбравшись из танка, передать всем машинам приказ на отход, что позволило спасти их от уничтожения. 11 февраля 1940 года танк Розанова первым поднялся на высоту, где был подбит. Несмотря на это, экипаж Розанова продолжал вести огонь. Израсходовав все боеприпасы, Розанов выбрался из горящего танка и вёл огонь из пистолета по финским солдатам, погибнув при этом. Похоронен в братской могиле у деревни Четверяково Приозерского района Ленинградской области.
Указом Президиума Верховного Совета СССР от 7 апреля 1940 года за «образцовое выполнение боевых заданий командования на фронте борьбы с финской белогвардейщиной и проявленные при этом доблесть и мужество» младший лейтенант Василий Розанов посмертно был удостоен высокого звания Героя Советского Союза. Также был награждён орденом Ленина и медалью.